# Subjonctif en français
Dans la langue française au début du XXIe siècle, deux temps sont majoritairement utilisés, le subjonctif présent, et sa forme accomplie exprimant l'antériorité, le subjonctif passé. Les autres temps existants sont utilisés marginalement : il s'agit du subjonctif imparfait et de sa forme accomplie, à savoir le subjonctif plus-que-parfait, normalement employés lorsque le verbe de la principale est au passé.

## Subjonctif et indicatif
Le subjonctif est employé pour souligner une incertitude ou une irréalité, là où l'indicatif indiquerait une certitude. Par exemple :
- Il est possible qu'il vienne (incertitude) / Il est certain qu'il viendra (certitude).
- Je cherche un hôtel qui ait une piscine avec un bassin pour les petits (pour l'instant c'est une vue de l'esprit et un tel hôtel n'existe peut-être pas) / Je cherche un hôtel qui a une piscine avec un bassin pour les petits (je sais qu'un tel hôtel existe, je veux l'identifier).

Le subjonctif sert aussi à exprimer un fait réel, mais en le présentant comme une pensée ou une idée envisagée ; alors que l'indicatif servirait à rapporter un fait en tant que tel. Par exemple :
- Qu'il soit né en 1475, c'est prouvé, il n'y a aucun doute là-dessus. (Le fait est d'abord présenté comme une hypothèse ou comme une allégation, puis on en précise ensuite la conformité avec le réel.) / Il a été prouvé qu'il était né en 1475. (Fait simplement rapporté.)
- Le fait qu'il se soit fâché avec ses parents me désole. / Le fait qu'il s'est fâché avec ses parents me désole. (La deuxième phrase insiste sur la réalité du fait. Dans la première phrase, le fait n'est pas moins réel mais il est énoncé de manière plus neutre.)

## Présent
- Les terminaisons du subjonctif présent sont les suivantes pour les trois groupes (sauf les verbes être et avoir) : -e, -es, -e, -ions, -iez, -ent. 
  - Pour les verbes des 1er et 3e groupes (toujours à l'exception des verbes avoir et être), le -i- des deux premières personnes du pluriel doit toujours être maintenu, même si l'on ne remarque pas celui-ci à la prononciation de certains verbes : 
    - (Il faut) que nous travaillions, que vous travailliez, que nous riions, que vous riiez, que nous essuyions, que vous essuyiez, que nous gagnions, que vous gagniez, que nous tressaillions, que nous tressailliez, que nous priions, que vous priiez, que nous ayons, que vous ayez, que nous soyons, que vous soyez…

- Le radical du subjonctif présent est généralement dérivé de celui de la troisième personne du pluriel de l'indicatif présent (sauf pour les verbes aller, avoir, être, faire, falloir, pouvoir, savoir, valoir et vouloir, qui ont un radical irrégulier) :
  - Verbe craindre, indicatif présent : je crains, tu crains, il craint, nous craignons, vous craignez, ils craignent.
  - Verbe craindre, subjonctif présent : (que) je craigne, tu craignes, il craigne, nous craignions, vous craigniez, ils craignent.
  - Verbe faire, indicatif présent : je fais, tu fais, il fait, nous faisons, vous faites, ils font.
  - Verbe faire, subjonctif présent : (que) je fasse, tu fasses, il fasse, nous fassions, vous fassiez, ils fassent.

- Toutefois, lorsqu'à l'indicatif présent, le radical des deux premières personnes du pluriel diffère de celui des quatre autres personnes, le subjonctif présent utilise alors ce radical pour ces deux personnes :
  - Verbe recevoir, indicatif présent : je reçois, tu reçois, il reçoit, nous recevons, vous recevez, ils  reçoivent.
  - Verbe recevoir, subjonctif présent : (que) je reçoive, tu reçoives, il reçoive, nous recevions, vous receviez, ils reçoivent.

- Exemple :

| 1er groupe               | 2e groupe                  |
| ------------------------ | -------------------------- |
| (il faut que) je parle   | (il faut que) je finisse   |
| (que) tu parles          | (que) tu finisses          |
| (qu') il, elle, on parle | (qu') il, elle, on finisse |
| (que) nous parlions      | (que) nous finissions      |
| (que) vous parliez       | (que) vous finissiez       |
| (qu') ils, elles parlent | (qu') ils, elles finissent |

## Passé
Les subjonctifs imparfait et plus-que-parfait peuvent remplacer les subjonctifs présent et passé à la façon dont l'imparfait et le plus-que-parfait remplacent le présent et le passé composé lors de la concordance des temps lorsque le verbe de la principale est au passé. 
Le subjonctif passé se forme avec un auxiliaire au subjonctif présent suivi du participe passé du verbe conjugué.
Exemples :
- Elle déteste que je vienne sans prévenir. / Elle détestait que je vinsse sans prévenir.
- On s'étonne qu'il soit parti sans dire au revoir. / On s'étonna qu'il fût parti sans dire au revoir.

### Imparfait
L'imparfait est toujours construit à partir du passé simple, donc, si le passé simple n'existe pas (verbes défectifs), le subjonctif imparfait n'existe pas non plus.
De manière plus précise, le radical du subjonctif imparfait est constitué par la deuxième personne du singulier du passé simple (sauf à la troisième du singulier où le -s- est remplacé par un accent circonflexe placé sur la voyelle). Son radical est donc toujours stable pour un même verbe, et les terminaisons sont toujours les suivantes : -se, -ses, -t, -sions, -siez, -sent. 
- (Il fallait) que je chantasse, que tu finisses, qu'il bût, que nous vinssions, que vous parlassiez, qu'elles rougissent…

- Exemple:

| 1er groupe                   | 2e groupe                   |
| ---------------------------- | --------------------------- |
| (il fallait que) je parlasse | (il fallait que) je finisse |
| (que) tu parlasses           | (que) tu finisses           |
| (qu') il, elle, on parlât    | (qu') il, elle, on finît    |
| (que) nous parlassions       | (que) nous finissions       |
| (que) vous parlassiez        | (que) vous finissiez        |
| (qu') ils, elles parlassent  | (qu') ils, elles finissent  |

### Plus-que-parfait
Le subjonctif plus-que-parfait se forme avec un auxiliaire au subjonctif imparfait suivi du participe passé du verbe conjugué.

## Emplois
Ce n'est pas parce qu'il y a une conjonction de subordination que l'on emploiera forcément le subjonctif. Le subjonctif est affaire de sens, de sémantique. Néanmoins, le seul critère sémantique n'est pas systématique ce qui rend la maîtrise du subjonctif français délicate pour les non-francophones.
Le subjonctif présent exprime généralement un fait envisagé qui n'est pas encore réalisé au moment de l'énonciation. Il s'emploie dans des propositions principales comme dans des propositions subordonnées. 
- Commandement : le subjonctif présent, à la 3e personne du singulier ou du pluriel, peut exprimer un commandement.
  - Qu'ils finissent leur travail s'ils veulent sortir !
  - Qu'on m'apporte ce livre !

- Souhait ou désir : le subjonctif, dans une proposition indépendante, peut exprimer un souhait ou un désir.
  - Si elle veut partir, qu'elle parte !
  - Que Dieu vous bénisse !
  - Honni soit qui mal y pense !
  - Ainsi soit-il !

- Indignation ou étonnement : le subjonctif, dans une proposition indépendante, peut exprimer l’indignation ou l’étonnement.
  - Moi, que je fasse une chose pareille ? Jamais !

- Après certains verbes : le subjonctif s'emploie dans la subordonnée si le verbe de la principale exprime le doute, l'improbabilité, la volonté, le désir, la défense, la nécessité, la possibilité, l'impossibilité ou un sentiment.
  - Je doute que vous arriviez à temps.
  - Il est peu probable que je puisse y aller.
  - Je veux que vous écoutiez.
  - J'attends que vous répondiez.

aimer que

apprécier que

attendre que

consentir à ce que

défendre que

désirer que

douter que

être content que

être désolé que

être étonné que

être fâché que

être furieux que

être heureux que

être ravi que

être surpris que

être triste que

exiger que

il convient que

il est bon que

il est dommage que

il est douteux que

il est essentiel que

il est important que

il est impossible que

il est improbable que

il est juste que

il est nécessaire que

il est obligatoire que

il est peu probable que

il est possible que

il est préférable que

il est rare que

il est regrettable que

il est temps que

il est utile que

il faut que

il ne faut pas que

il semble que

il suffit que

il vaut mieux que

interdire que

ordonner que

proposer que

recommander que

refuser que

s’attendre à ce que

s’opposer à ce que

souhaiter que

tenir à ce que

vouloir que
L'indicatif est cependant employé après « il me (te, , etc.) semble que ».
- Après certaines conjonctions : le subjonctif s’emploie dans la subordonnée après certaines conjonctions.
  - Il fait tout pour qu'elle soit heureuse.
  - Il s’est caché de peur qu'elle ne le voie.
  - Nous irons demain, à moins qu'il ne pleuve.
  - Il est parti sans qu’on s'en aperçoive.
  - Vous y arriverez pourvu que vous travailliez.
  - Si vous êtes malade et que vous ne puissiez pas venir, téléphonez-moi.

à condition que

de peur que

pourvu que

à moins que

de sorte que

que … ou

à supposer que

en attendant que

qui que

afin que

jusqu’à ce que

quoi que

avant que

malgré que (avec avoir)

quoique

bien que

non pas que

sans que

ce n’est pas que

non point que

si … et que

de crainte que

non que

soit que… soit que…

de façon que

où que

de manière que

pour que

etc
- Dans les propositions subordonnées relatives : le subjonctif s’emploie dans la subordonnée relative si l’antécédent du pronom relatif est un superlatif ou les mots le premier, le seul ou le dernier, pour exprimer l’incertitude.
  - Ce sont les seules fautes que je voie  (subjonctif présent). Je n’ai pas trouvé d’autres fautes que celles-ci, mais il y en a peut-être d’autres.
  - Ce sont les seules fautes que je vois  (indicatif présent). Voilà les seules fautes que j’ai vues.
  - Je cherche un étudiant qui soit (subjonctif présent) parfaitement bilingue. Je souhaite qu’il y ait un tel étudiant, et je cherche.
  - Je cherche un étudiant qui est (indicatif présent) parfaitement bilingue. Je sais qu’il y a un tel étudiant, et je le cherche.

- Après les verbes de pensée et de déclaration à la forme négative ou interrogative : le subjonctif peut s'employer dans la subordonnée après les verbes de pensée et de déclaration à la forme négative ou interrogative. Cependant, si l'on veut insister sur la réalité du fait plus que sur le doute, on emploie l'indicatif.
  - Je ne crois pas que ce soit (subjonctif présent) là le plus court chemin. À mon avis, ce n’est pas le plus court chemin.
  - Il ne croit pas que c' est (indicatif présent) le plus court chemin. Je suis certain que c’est le plus court chemin, mais il pense que non.

- Après la conjonction « Que » remplaçant la conjonction « Si » : le subjonctif s’emploie après la conjonction « que » remplaçant la conjonction « si ».
  - Si vous venez dans la région et que vous désiriez me rencontrer, appelez-moi la veille. Si vous venez dans la région et si vous désirez me rencontrer, appelez-moi la veille.

- L'attraction modale : le subjonctif s'emploie souvent dans une subordonnée complément d'objet qui dépend elle-même d'une autre subordonnée dont le verbe est au subjonctif
  - Bien que Paul prétende que sa femme sache l'anglais, elle n'en comprend pas un mot. Le verbe sache est au subjonctif parce qu’il dépend de prétende qui est lui-même au subjonctif : on appelle cela l’attraction modale.

Certaines tournures courantes ont supprimé le « que », notamment dans les énoncés géométriques : « Soient deux droites D et D′ », ou bien dans l'exclamation « Vivent les mariés ». Ces verbes sont respectivement les subjonctifs présents de la troisième personne du pluriel du verbe être et vivre.  En langue soutenue, il existe un emploi atypique du subjonctif pour le verbe savoir à la forme négative : Je ne sache pas qu'il en soit ainsi. Il exprime alors une affirmation atténuée.